# Stadio di Kocaeli
Lo stadio di Kocaeli, noto anche come stadio di Kocaeli Yıldız Entegre, è un impianto calcistico di 34 829 posti a sedere situato nella città turca di İzmit.
Inaugurato il 1º settembre 2018 in occasione della sfida di 3. Lig tra Kocaelispor e Fatsa Belediyespor, da allora l'impianto ospita le gare interne del Kocaelispor, e occasionalmente della Nazionale turca di calcio.